# Akao-dammen
Akao-dammen är en gravitationsdamm i Shō-floden i byn Nishiakao omkring 18 km söder om Nanto i Toyama prefektur, Japan. Den byggdes mellan 1974 och 1978. Dammen har ett tillhörande vattenkraftverk på 34 MW som togs i drift 1978. Av de nio dammarna i Shō-floden är detta den femte nedifrån.